# 上海城建
上海城建（集团）公司，簡稱上海城建（集团）和上海城建（英語：Shanghai Urban Construction (Group) Corp.），在1996年，由上海市政府，於上海（總部）成立的全民所有制建築业控股公司。
董事長為張焰。主要業務全球和國內經營城市基础设施投资建设、工程项目设计咨询、地下装备研发制造、房地产开发经营、新材料制造供应等多产业。旗下唯一上市实体是上海隧道工程股份有限公司。
2012年6月底，它旗下上海隧道工程股份有限公司，以63.6億元人民幣，向上海城建、國盛集團和盛太投资，收購基建公司、投资公司、第一市政、场道公司、第一管线、第二管线、地下院及燃气院公司股權，股權由70%至100%不等。

## 連結
- sucgcn.com